# Carmen Posadas
Carmen de Posadas Mañé (Montevideo, 13 d'agost de 1953) és una escriptora hispano-uruguaiana, resident a Espanya.

## Biografia
Nascuda a l'Uruguai, va viure en aquest país fins als 12 anys, quan viatjà fins a Anglaterra, Argentina i Rússia, en ésser filla d'un diplomàtic. Estudià el primer curs a la Universitat d'Oxford, al Regne Unit. No obstant això, deixà els estudis per casar-se amb el seu primer marit, Rafael Ruiz de Cueto. Amb ell va tenir dues filles, Sofía (n. 1975) i Jimena (n. 1978).
Va contraure matrimoni en segones núpcies amb l'economista espanyol Mariano Rubio (1931-1999). El 1985 va adquirir la doble nacionalitat uruguaiana i espanyola.

## Obra
Començà la seva carrera literària el 1980 amb llibres per a nens petits. El 1984, el seu llibre El señor Viento Norte guanyà el Premi Nacional de Literatura a la millor edició. Va escriure guions de cinema i televisió i dos assajos satírics: Yuppies, jet set, la movida y otras especies, i un any més tard publicà El síndrome de Rebeca: guía para conjurar fantasmas.
El 1991 va publicar l'assaig ¡Quién te ha visto y quién te ve! i el 1995 la novel·la Cinco moscas azules. El 1997 va escriure la col·lecció Nada es lo que parece.
Existeix una biografia autoritzada sobre l'autora que es diu Carmen Posadas. Una historia por contar, en la qual es recullen tots els anys de la seva vida des de la seva naixença fins a l'actualitat. Ha estat escrita pel periodista Moisés Ruiz, professor de la Universitat Europea de Madrid, de la qual Carmen Posadas és membre del Consell Assessor Universitari. Aquesta és la primera vegada que l'escriptora passa a ser la protagonista de les mateixes pàgines d'un llibre. En l'obra conta detalls sobre la seva vida que fins a la data eren desconeguts. Va ser publicada el febrer de 2007 per l'editorial Adhara.
Juego de niños, Planeta, 2006, Literatura, adulterio y una tarjeta Visa Platino, Planeta, 2007, Hoy caviar, mañana sardinas, RBA 2008, en col·laboració amb el seu germà Gervasio Posadas i La cinta Roja, Espasa 2008, són les seves darreres novel·les. Altres guardons són el premi Apeles Mestres de literatura infantil i l'any 2008 Premi de Cultura que atorga la Comunitat de Madrid.